# Love or Take
Love or Take – jedenasty minialbum południowokoreańskiej grupy Pentagon, wydany 15 maja 2021 roku przez Cube Entertainment. Płytę promował singiel „Do or Not”.
Hui brał udział w procesie pisania i nagrywania albumu, ale nie brał udziału w działaniach promocyjnych z powodu odbywania obowiązkowej służby wojskowej.

## Lista utworów
| CD | CD                                                       | CD                     | CD                                      | CD                               | CD      |
| Nr | Tytuł utworu                                             | Tekst                  | Kompozycja                              | Aranżacja                        | Długość |
| -- | -------------------------------------------------------- | ---------------------- | --------------------------------------- | -------------------------------- | ------- |
| 1. | „10s and” (kor. 10초 전)                                 | Hui, Wooseok           | Hui, Wooseok, chAN's, DARM              | chAN's, Darm                     | 2:53    |
| 2. | „Do or Not”                                              | Hui, Wooseok           | Hui, Nathan, Wooseok                    | Nathan                           | 3:08    |
| 3. | „1+1”                                                    | Jo Yoon-gyung, Wooseok | LDN Noise, Cazzi Opeia, Gabriel Brandes | LDN Noise                        | 2:58    |
| 4. | „Baby I Love You”                                        | Kino, Wooseok          | Kino, Nathan, Hoho                      | Nathan, Hoho                     | 3:12    |
| 5. | „That's Me”                                              | Hui, Wooseok           | Hui, Wooseok, chAN's, Darm              | chAN's, Darm                     | 2:44    |
| 6. | „Sing-a-song” (kor. 노래해)                              | Hui, Wooseok           | Hui, Wooseok, chAN's                    | chAN's, Nomal (Party in my pool) | 2:51    |
| 7. | „Boy in Time” (kor. 소년감성), (Hui solo), (bonus track) | Hui                    | Hui                                     | Hong So-jin                      | 3:39    |

## Notowania
| Lista                              | Pozycja |
| ---------------------------------- | ------- |
| South Korean Albums (Circle)       | 3       |
| Japanese Albums (Oricon)           | 15      |
| Japan Hot Albums (Billboard Japan) | 87      |

## Sprzedaż
| Kraj             | Sprzedaż |
| ---------------- | -------- |
| Korea Południowa | 114 355+ |